# NGC 2765
NGC 2765 је лентикуларна галаксија у сазвежђу Хидра која се налази на NGC листи објеката дубоког неба.
Деклинација објекта је + 3° 23' 34" а ректасцензија 9h 7m 36,5s. Привидна величина (магнитуда) објекта NGC 2765 износи 12,2 а фотографска магнитуда 13,2. NGC 2765 је још познат и под ознакама UGC 4791, MCG 1-24-1, CGCG 33-61, KARA 303, PGC 25646.